# عماد عفت
عماد الدين أحمد عفت (15 أغسطس 1959 - 16 ديسمبر 2011) أمين الفتوى بدار الإفتاء المصرية. ولد في الجيزة في 15 أغسطس 1959 وقُتِل في الجمعة 16 ديسمبر 2011 في أحداث مجلس الوزراء.

## سيرته
ولد الشيخ عماد عفت، في الخامس عشر من أغسطس 1959، حصل علي ليسانس اللغة العربية من كلية الآداب جامعة عين شمس عام 1991، وبعدها، نال ليسانس الشريعة الإسلامية من كلية الشريعة والقانون جامعة الأزهر بالقاهرة بتقدير جيد جدا مع مرتبة الشرف عام 1997. ثم دبلومة الفقه الإسلامي العام من كلية الشريعة والقانون جامعة الأزهر بالقاهرة عام 1999* دبلومة الشريعة الإسلامية من كلية دار العلوم بالقاهرة. وكان متزوجا ولديه أربعة أبناء؛ ولدين وبنتين.
وآخر الوظائف التي عمل بها، مديراً لإدارة الحساب الشرعي بدار الإفتاء، وعضو لجنة الفتوى بها، بعد أن تولى منصب رئيس الفتوى المكتوبة بالدار في بداية تعيينه بأكتوبر 2003.

### الوظائف
- باحث فقهي بدار التأصيل للدراسات الشرعية.
- باحث شرعي في شركة العالمية للبرمجيات صخر.
- مُراجِع للكتب الدينية.
- مُدخِل للبيانات على الحاسب الآلي.
- عمل رئيساً للفتوى المكتوبة بدار الإفتاء المصرية منذ عام 2003.
- عمل مديراً لإدارة الحساب الشرعي بدار الإفتاء المصرية وعضو لجنة الفتوى بها.[2][3]

### دراسته الشرعية

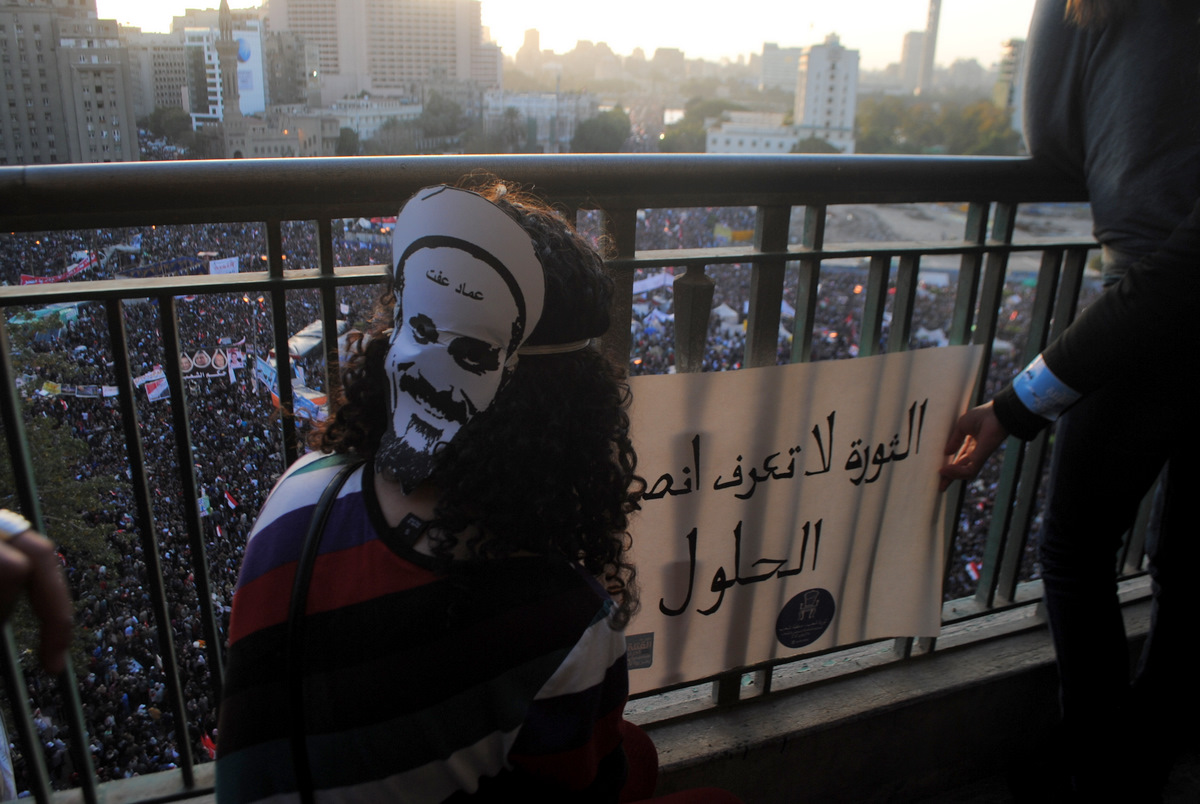
متظاهر في ميدان التحرير يوم 25 يونيو 2012 يرتدي وجه عماد عفت.

- متظاهر في ميدان التحرير يوم 25 يونيو 2012 يرتدي وجه عماد عفت.دَرَس بعضًا من الفقه الشافعي على: الحسيني الشيخ (من شرح المحلي على منهاج النووي)، وعلي جمعة (سمّع عليه متن منهاج الطالبين، وبعضا من شرح المحلي عليه، وبعضا من شرح الخطيب على متن أبي شجاع).
- دَرَس أبوابا وفصولا من «الأشباه والنظائر» للسيوطي على كل من: جاد الرب رمضان، وعلي جمعة.
- دَرَس فصولا من كتاب «شرح منتهي ابن الحاجب» على القرنشاوي.
- دَرَس كتاب «لبّ الأصول» للشيخ زكريا الأنصاري كاملا على علي جمعة.
- قرأ بعضا من كتاب «التمهيد». كما قرأتُه كاملا مرتين على علي جمعة.
- دَرَس المجلد الأول من كتاب «تشنيف المسامع شرح جمع الجوامع» للزركشي على علي جمعة.
- قرأ كتاب «الكواكب الدرية في تنـزيل الفروع الفقهية على القواعد النحوية» كاملا على علي جمعة.
- دَرَس على علي جمعة رسالة في الوضع. وكثيرا من حكم ابن عطاء الله السكندري.
- دَرَس معظم «حاشية البيجوري على السلم المنورق للأخضري» في المنطق على علي جمعة، وشيئا من «شرح الخَبيصي على تهذيب السعد التفتازاني» على مصطفى عمران.
- دَرَس معظم «حاشية البيجوري على جوهرة التوحيد» على علي جمعة.
- دَرَس على علي جمعة مقدمة ابن الصلاح كاملة. ودَرَستُ كثيرا من مصطلح الحديث على محمد عمرو عبد اللطيف، وخاصة من «شرح النخبة»، وكذا على غيرهما من أهل هذا الفن.
- دَرَس بعضا من «ألفية ابن مالك» على يوسف الجرشة، وقرأت فصولا من كتب متعددة في النحو والصرف على: محمد أحمد سحلول (من كتابه النحو التطبيقي، وبعض كتب التراث)، ومحمد مختار المهدي، وصبحي عبد الحميد، ومصطفى إمام من الجامعة الأزهرية، والدكتور/ جمال عبد العزيز أحمد من دار العلوم بجامعة القاهرة، ومحمد الحبشي بدار الحديث الخيرية بمكة المكرمة، وغيرهم.
- قرأ كثيرا من فصول البلاغة على عبد العظيم المطعني. وعلى إبراهيم عبد الله الخولي بالجامعة الأزهرية (درس عليه شيئا من دلائل الإعجاز).
- دَرَس تقريبا نصف «شرح الشنشوري على الرحبية في علم الفرائض».

### النشاط التدريسي
إقراء القرآن الكريم بالقراءات العشر، وشرح بالجامع الأزهر بالقاهرة «حاشية البيجوري كاملة على شرح ابن قاسم على متن أبي شجاع» في فروع الشافعية، وقد أجازه فيه علي جمعة، بالإضافة إلى إجازاته له في الحديث وغيره. كما شرح بمسجد التوحيد بمدينة نصر بالقاهرة شرح «المكودي على ألفية ابن مالك». وشَرَح «شرح الأزهرية» للشيخ خالد الأزهري في النحو. وكذلك «الترصيف شرح متن تصريف الغَزِّي»، وشيئا من «ملحة الإعراب» للحريري في النحو، كلاهما بالمسجد السابق ذكره. وقام بشرح «تمهيد الإسنوي في تخريج الفروع على الأصول» وذلك للطلبة المتدربين بدار الإفتاء المصرية. هذا بالإضافة إلى درس بالأزهر من «مغني اللبيب عن كتب الأعاريب» لابن هشام.

## ثورة 25 يناير ومقتله

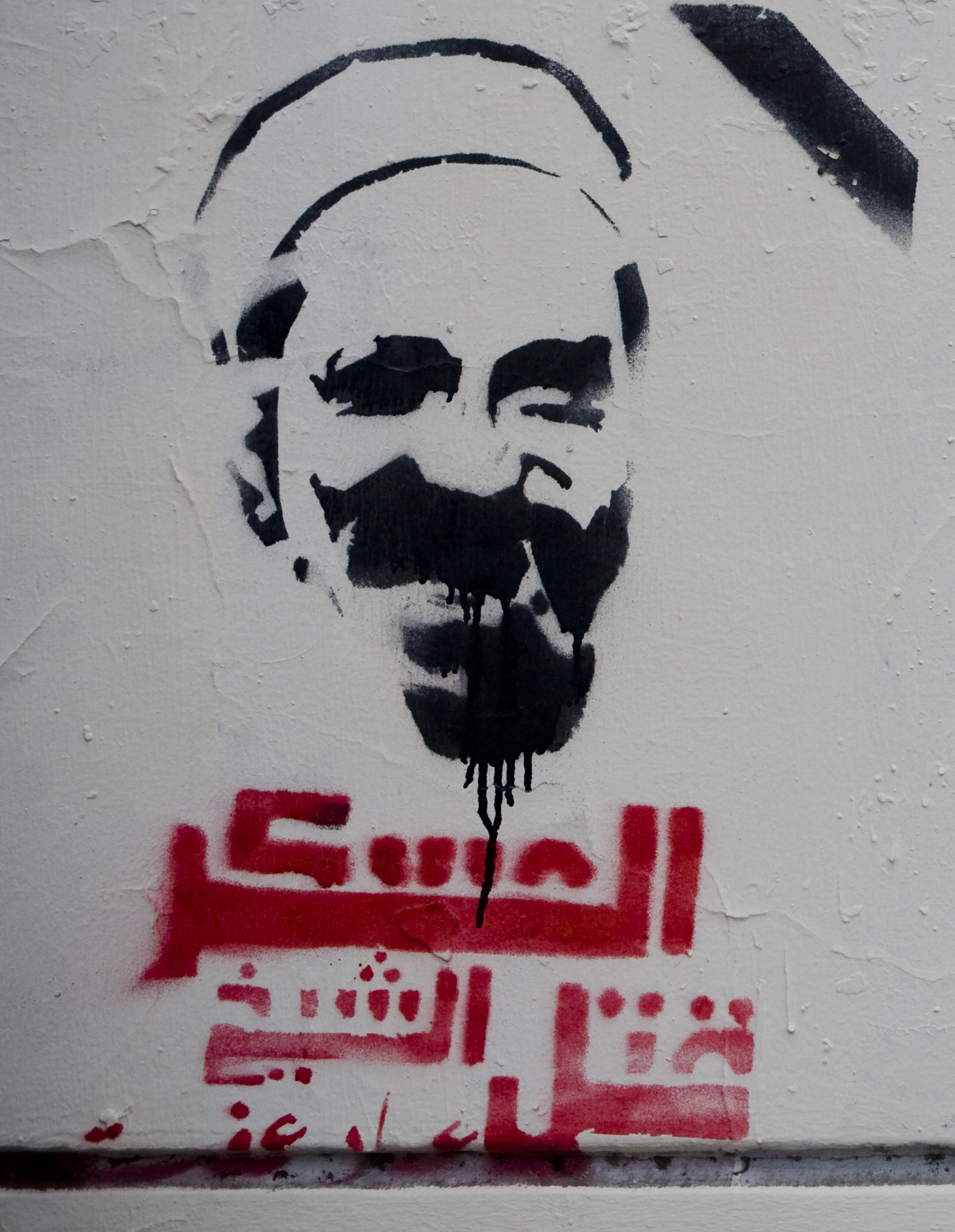
جرافيتي لعماد عفت في شارع عبد السلام عارف بالقاهرة بعد مقتله.

كان عماد عفت دائم التواجد وسط المتظاهرين في ميدان التحرير خلال فعاليات ثورة 25 يناير وما تلاها من أحداث، وعرف بفتواه تحريم التصويت لفلول الحزب الوطني المنحل والتى قال فيها:" إن التصويت للفلول في الدورات السابقة أو كانوا منتمين لعضوية الحزب المنحل هو حرام شرعا باعتبار أنهم ساهموا في الفساد،إن ذلك الحكم مبني علي أن فلول الوطني يرغبون في تدمير مستقبل مصر بنشر الرشاوى والمحسوبيات ثانية بعدما قضت الثورة علي تلك الأصول ومن يمنحهم صوته يساعدهم علي الوصول إلي المنصة التشريعية ".
وبالرغم من كون الشيخ عماد عفت تلميذًا لـ''علي جمعة''، الذي تتلمذ على يده، وأصبح مساعده في الإفتاء، كما تقلد منصب كبير الباحثين في الدار. إلا أنه اختلف معه بسبب مواقفه من الثورة، حتى توقف ''عماد عفت'' عن تقبيل يد شيخه ''على جمعة'' حسب ما ذكرت زوجته. فكان يخرج للتظاهر بصفته الشخصية، وليس ممثلًا عن دار الإفتاء، حيث كان يذهب لعمله في الصباح ثم يذهب إلى الميدان. وقالت أنه كان يذهب للتظاهر ضد حكم العسكر والفساد الأمني، وأشياء كثيرة أخرى، نافية أن يكون قد ذهب إلى الميدان لفض الاعتصام.
وخلال أحداث مجلس الوزراء في يوم الجمعة 16 ديسمبر 2011 أُصيب بطلق ناري قُتل على إثرها، وشيعت جنازته في يوم السبت 17 ديسمبر 2011 من الجامع الأزهر بالقاهرة. وأشارت النتائج المبدئية لتحقيقات النيابة حول وفاته أنه أصيب برصاصة عيار 9 ملم بزاوية مستقيمة اخترقت جسده، كما أكد شاهد عيان كان على مقربة منه، أن الشيخ قال له قبل لحظات من سقوطه إن هناك شخصاً يضرب بطلقات صوت بجواره، إلا أن الشاهد وجد «عفت» قد سقط بإحداها فجأة.
صٌليت عليه صلاة الغائب في الجامع الأزهر بعد صلاة الظهر يوم السبت. وخرجت جنازة شعبية من الجامع الأزهر إلى ميدان التحرير، وحضر الجنازة علي جمعة مفتي مصر في ذلك الوقت ومحمد البلتاجي والقس فلوباتير جميل، وأغلب التيارات السياسية.

## أسرته
تزوج عماد عفت ثلاث مرات، كانت زوجته الأولى علا جندي، وكانت تعمل قارئة للقرآن، وأنجبت له محمد وخديجة، وتوفيت في 31 ديسمبر 2018. وتزوج من سيدة مسلمة أمريكية وأنجب منها ابنة واحدة ثم طلقها، كما تزوج من الصحفية نشوى عبد التواب.

## وصلات خارجية
- الشيخ عماد عفت
- فيديو يوضح لحظة استشهاد الشيخ عماد عفت على يوتيوب